# Támara Echegoyen
Támara Echegoyen Domínguez, född 17 februari 1984 i Ourense, är en spansk seglare.
Hon vann EM-guld i båtklassen Elliott 6m i Helsingfors 2011 tillsammans med Ángela Pumariega och Sofía Toro, samma besättning vann sedan guld vid olympiska sommarspelen 2012 i London. Året därefter vann hon som kapten VM-guld i matchracing med en besättning bestående av Sofía Toro, Eva González, Lara Cacabelos och Mariana Lobato.
Tillsammans med Berta Betanzos vann hon 2016 EM-brons och VM-guld i båtklassen 49er FX. Vid olympiska sommarspelen 2016 i Rio de Janeiro kom de på en fjärdeplats. Támara Echegoyen blev första spanjorska att tävla i The Ocean Race när hon som del av besättningen på spanska MAPFRE kom på en andraplats i Volvo Ocean Race 2017–2018.
Echegoyen vann ytterligare ett VM-guld i 49er FX i Geelong 2020 tillsammans med Paula Barceló och vid de olympiska sommarspelen 2021 i Tokyo kom de på en fjärdeplats. Vid världsmästerskapen 2022 i St. Margarets Bay tog Echegoyen och Barceló en bronsmedalj. I januari 2023 inledde hon sitt andra Ocean Race ombord på GUYOT environnement-Team Europe, en fransk-tysk båt i IMOCA60-klassen.